# Les Taureaux (Isidore Bonheur)
Les Taureaux est une œuvre composée de deux sculptures en fonte de fer peinte. Elle est installée à Paris, dans le 15e arrondissement.

## Description
Cette paire de taureaux est en fonte de fer, peinte avec une patine vert bronze. Elle représente deux taureaux grandeur nature et à première vue identiques, sculptés par Isidore Bonheur (1827-1901) . La première présentation des plâtres a été faite au Salon de 1865 aux côtés de la statue de Vercingétorix par Frémiet. 
Une légende tenace affirme qu'ils se trouvaient dans les jardins du Trocadéro, autour du palais éponyme, pour l'Exposition universelle de 1878. Cette confusion est souvent faite entre les taureaux de Bonheur, qui étaient exposés sur le Champ-de-Mars en 1878[Passage contradictoire] et celui d'Auguste Cain, en réalité un bœuf, qui lui était aussi présent en 1878 à l'Exposition universelle. C'est le modèle de Cain qui peut désormais être vu à Nîmes, sous le nom de Simbeu, où il est exposé en haut d'un pilier : on dit que c'est une manière de cacher que ce bœuf n'est pas un taureau. Des recherches ont montré que les exemplaires de Bonheur ont été commandés spécialement pour les abattoirs de Vaugirard en 1897[Passage contradictoire] à la fonderie du Val d'Osne. Les deux taureaux paraissent identiques, sauf la position de leurs queues, qui auraient été soudée postérieurement. Originellement, Isidore Bonheur avait produit deux taureaux distincts, dont l'un chargeait tête baissée.
Rosa Bonheur, sœur d'Isidore, plus connue comme peintre, réalisa aussi quelques sculptures, dont un taureau en petit format. Cette œuvre fut agrandie en 1901 par le sculpteur Ernest Gambart pour la réalisation d'un monument en l'honneur de Rosa Bonheur érigé à Fontainebleau. Cette statue en bronze a été refondue en 1942.

## Localisation
Les sculptures sont installées à l'entrée du parc Georges-Brassens, dans le 15e arrondissement de Paris. Les deux taureaux, se faisant face, sont disposés au sommet de pylônes de maçonnerie et encadrent l'entrée principale du parc. Elles avaient été placées là du temps des abattoirs de Vaugirard, disparus depuis.
D'autres tirages de ces taureaux ont été effectués et sont disposés dans différents endroits dans le monde, notamment devant les abattoirs de  Cureghem à Anderlecht et dans le parc de Mariemont à Morlanwelz en Belgique, à Guatemala, à Santiago du Chili, à Piriápolis (Uruguay), en Espagne à Puerto de Santa Maria, etc. (voir note 1).

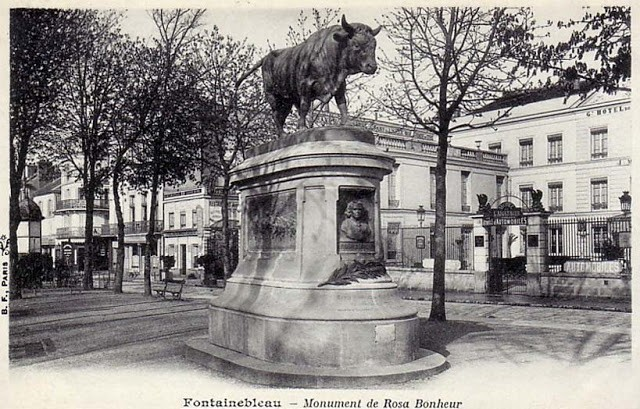
Le Monument à Rosa Bonheur, à Fontainebleau (1901), œuvre détruite.
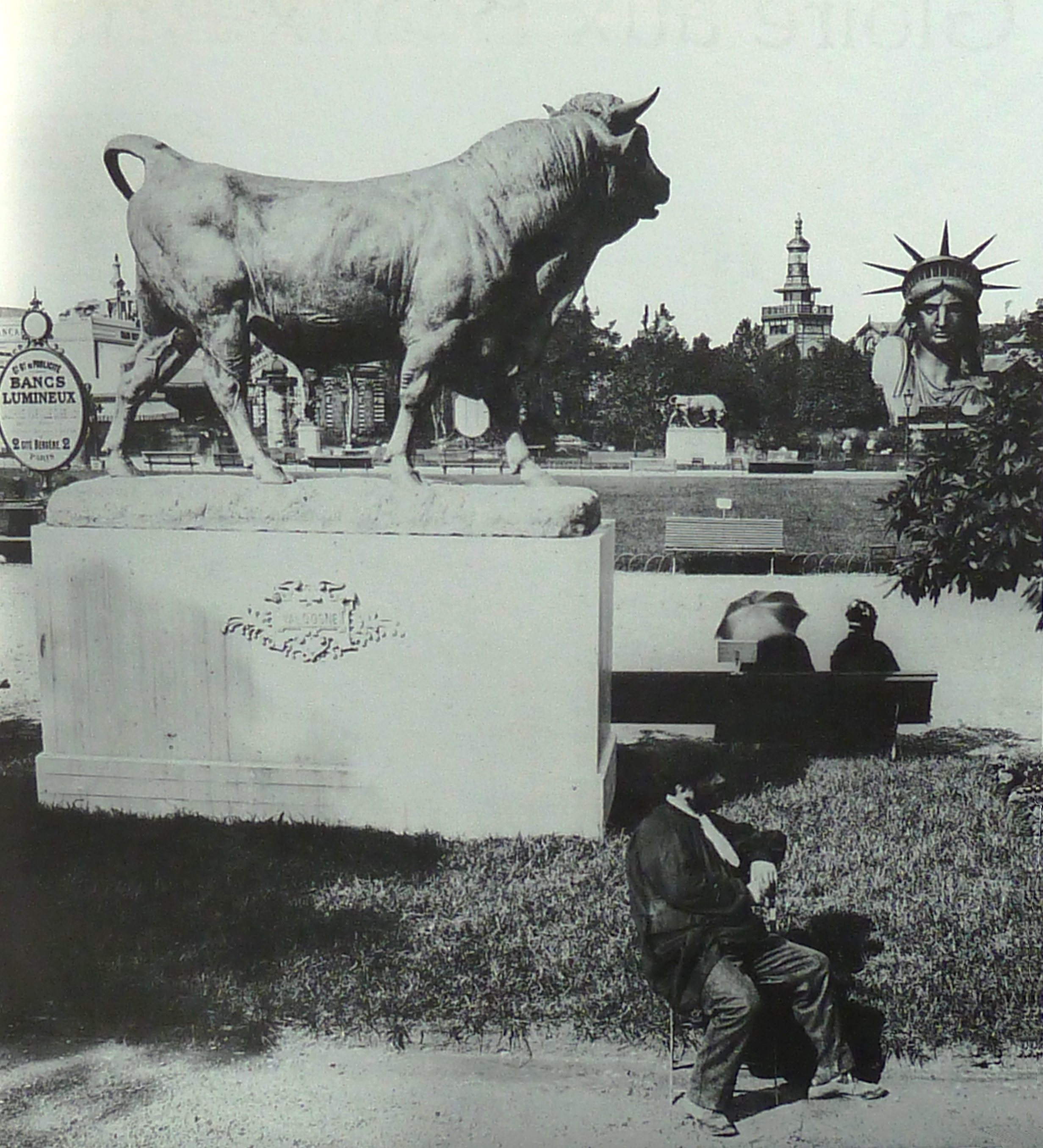
Taureau exposé lors de l'Exposition universelle de Paris de 1878. À l'arrière plan, on voit le second taureau (chargeant) et la tête de la statue de la Liberté.